# Брайт, Уолтер
Уолтер Брайт (англ. Walter Bright) — американский программист, известный как главный разработчик первого «родного» компилятора C++ Zortech C++ (позже ставшего Symantec C++, а затем Digital Mars C++) и создатель языка D. Владеет компанией Digital Mars. Также известен как автор компьютерной игры Empire, одной из первых стратегических игр.
Самостоятельно обучился компьютерному программированию, используя исходный код программ, напечатанный в BASIC Computer Games. В 1979 году окончил Калифорнийский технологический институт, получив степень бакалавра наук по машиностроению и специализацию по аэрокосмической технике.